# IC 3347
IC 3347 ist eine Spiralgalaxie vom Hubble-Typ S im Sternbild Jungfrau nördlich der Ekliptik. Sie ist schätzungsweise 336 Millionen Lichtjahre von der Milchstraße entfernt und hat einen Durchmesser von etwa 40.000 Lichtjahren.

Im selben Himmelsareal befinden sich u. a. die Galaxien NGC 4429, IC 3346, IC 3361, IC 3371.
Das Objekt wurde am 10. Mai 1904 von Royal Harwood Frost entdeckt.